# Natalia Belchenko
Natalia Belchenko, née le 7 janvier 1973 à Kiev, est une poétesse et traductrice ukrainienne.

## Biographie
Natalia Belchenko est titulaire d'un diplôme en philologie de l'Université nationale Taras-Chevtchenko de Kiev. Son œuvre comprend huit recueils de poésie et de nombreuses sélections dans des magazines et anthologies, tant en Ukraine qu'à l'étranger,.

## Carrière littéraire
Natalia Belchenko intervient lors de divers forums de poésie en Ukraine, en Russie, en Allemagne et en Pologne, tels que le Czas poetów à Lublin en 2014, ou le Prima vista à Tartu en 2016. Elle est responsable du projet « Carte poétique de Kiev » à Cracovie.
En 2017 et 2018, elle participe au séminaire de traduction de Traducteurs sans frontières. Elle obtient la bourse Gaude Polonia du ministère de la culture et du patrimoine national de Pologne en 2017. En 2016 et 2018, elle est présente à la Maison des écrivains et des traducteurs de Ventspils en Lettonie, une résidence internationale pour écrivains et traducteurs,,.
Natalia Belchenko a également présenté ses textes au VIII Światowy Dzień Poezji de Varsovie, au Forum international des éditeurs de Lviv, au Meridian Czernowitz à Tchernivtsi ou au festival du livre Arsenal de Kiev.

## Reconnaissance
Natalia Belchenko est lauréate du prix Hubert Burda en 2000, ainsi que du prix de littérature Mykola Ushakov de l'Union nationale des écrivains d'Ukraine en 2006. Finaliste du prix Gennady Grigoriev en 2013, elle est lauréate du prix « Planète du poète » de L. Vysheslavsky en 2014,.
En 2015, la poétesse est l'une des gagnantes du concours international des meilleures traductions russes, biélorusses et ukrainiennes de la poésie de Wislavwa Szymborska à Wroclaw, avec la troisième place pour une traduction en ukrainien,,.

## Distinctions
En 2019, Natalia Belchenko est récompensé du prix de la Lesia and Peter Kovalev Prize Foundation pour la collection Signs and Signs.

### Romans
- Sleep Warden, Kiev, 1997
- Transit, Vizant, Kiev, 1998
- Pocket of Names, Vizant, Kiev, 2002
- Creature in the Landscape, Vizant, Kiev, 2006
- Reciprocal Lips, Art House Media, Moscou, 2008
- A Wanderer/Fugitive, Kolo, Drohobych, 2010
- Zrimorodok, Dmitry Burago Publishing House, Kiev, 2013
- Signs and temptations, Dukh i Litera, Kiev, 2018